# Кавалье, Жак
Жак Кавалье-Беллетруд (фр. Jacques Cavallier-Belletrud, род. 24 января 1962 года) ― французский парфюмер, ранее работавший в швейцарской компании Firmenich, который в настоящее время работает в Louis Vuitton.
Он создал или участвовал в создании более 80 ароматов и парфюмерии для модных домов Christian Dior, Givenchy, Issey Miyake, Yves Saint Laurent, Fenty Beauty и Lancôme.

## Ранние годы
Жак Кавалье родился в Грасе —  городе, веками известном своим производством парфюмерии, в семье, которая жила здесь с XV века. Его отец и дед также были парфюмерами, и Жак считает, что это оказало на него наибольшее влияние. В детстве отец обучал его воспринимать различия и оттенки ароматов натуральных сырых компонентов. Позднее Жак Кавалье заявил, что ингредиенты, которые он считает наиболее важными для использования парфюмерами, должны включать розу, агаровое дерево, жасмин и цветок апельсина.
Начиная с 10-летнего возраста, работал на парфюмерных фабриках в Грасе.
Первоначальное образование получил 
в Университете Ниццы, где изучал английский и испанский языки.

## Карьера
Сначала Кавалье присоединился к парфюмерной компании Charabot, а через три года перешёл в лабораторию ароматов Quest International в Наардене, Нидерланды. В 1988 году он присоединился к фирме PFW Aroma Chemicals B.V., а затем в 1990 году перешёл в конгломерат Firmenich, где сотрудничал с Альберто Морильясом в создании ароматов Truth от Calvin Klein, Chic от Carolina Herrera, Essenza di Zegna от Ermenegildo Zegna, Hot Couture от Givenchy, Intrusion от Oscar de la Renta, Murmure и Zanzibar for Men от Van Cleef & Arpels, M7 от  Yves Saint Laurent.
В сотрудничестве с Оливье Креспом создал Amor Pour Homme Tentation от Cacharel,  Midnight Poison от Christian Dior, Fuel for Life Unlimited от Diesel, Magnifique от Lancôme, Nina от Nina Ricci, Pour Ellе от Paco Rabanne, So Elixir и YSL Elle от Yves Rocher.
Он также сотрудничал с Шанталь Роос в создании культовых Issey Miyake L'Eau d'Issey в 1991 году, Jean Paul Gaultier для женщин в 1993 году, Issey Miyake L'Eau d'Issey для мужчин, Issey Miyake Le Feu и Yves Saint Laurent Nu.
В то время как Том Форд был креативным директором YSL, он создал Cinema, M7, Nu и Rive Gauche Pour Homme, а также под собственным лейблом Тома Форда Tuscan Leather и Noir de Noir — оба аромата в сотрудничестве с Гарри Фремонтом, который также работал с Кавалье над Calvin Klein Man.
Несмотря на обширные знания Жака Кавалье о натуральных компонентах ароматов, его наиболее значительные успехи были достигнуты благодаря включению в некоторые из его самых успешных парфюмов синтетической молекулы метилбензодиоксепинона (8-метил-1,5-бензодиоксепин-3-он), известного в промышленности как Calone 1951, а в просторечии как «арбузный кетон». Calone придает легкий, воздушный аромат морского бриза с водянистым ароматом арбуза/дыни, который был использован Кавалье в Aqua di Gio и L'Eau d'Issey в 1990-х годах и Bulgari Aqva Pour Homme Marine в 2008 году. Calone 1951 обеспечивает основной морской аромат в парфюмерии, и Кавалье был одним из первых парфюмеров, включивших этот аромат в категорию водных или морских ароматов.
Кавалье считает своими самыми успешными композициями Giorgio Armani Acqua di Gio (для мужчин) и Issey Miyake L'Eau d'Issey (для женщин). Его любимыми ароматами, созданными кем-то, кроме него, являются Eau Sauvage от Christian Dior, созданный в 1966 году Эдмоном Рудницка и Opium от Yves Saint Laurent, созданный в 1977 году парфюмерами Жан-Луи Сийзаком, Жаном Амиком и Раймоном Шайаном. Кавалье приписывает синтетической жасминоподобной молекуле гедион (метилдигидроясмонат) вклад в длительную свежесть, характерную для Eau Savage, а Opium напоминает ему о великих достижениях в парфюмерии, которые произошли в конце 1970-х годов.
По словам парфюмерного критика New York Times Чендлера Берра, Кавалье был описан как сочетающий артистизм и технический опыт с мастерством владения несколькими обонятельными архетипами... обладает огромным эстетическим диапазоном.
В 2012 году Кавалье покинул Firmenich, чтобы присоединиться к LVMH Luxury Group, чтобы разработать первый аромат для Louis Vuitton, который  вышел в 2016 году. Группа LVMH владеет несколькими парфюмерными брендами, включая парфюмы Christian Dior, Guerlain, Givenchy, Kenzo Parfums и Fendi Perfumes. Жак Кавалье будет сотрудничать с опытным парфюмером Франсуа Демаши, который уже работает в LVMH, но Демарши будет больше заниматься техническим и творческим руководством, а не в качестве штатного парфюмера. LVMH взяла на себя обязательство оборудовать новую парфюмерную лабораторию в Грасе, в реконструированном здании на месте буржуазного дома XVII века, первоначально предназначенной для развития брендов Louis Vuitton и Parfums Christian Dior.
С приходом Кавалье в Louis Vuitton в качестве главного штатного парфюмера, LVMH следует тенденции привлекать штатных парфюмеров, работающих в брендах элитной парфюмерии, в том числе Жака Польжа — в Chanel, Жан-Клода Эллена — в Hermès, Матильду Лоран — в Cartier, Томаса Фонтена — в Jean Patou и Тьерри Вассера — в Guerlain.

## Награды
В 2004 году Жаку Кавалье была присуждена премия Франсуа Коти, ныне известная как Международная парфюмерная премия.